# امیسانو
امیسانو (به لاتین: Amissano) یک منطقهٔ مسکونی در غنا است که در منطقه مرکزی (غنا) واقع شده‌است.

## خصوصیات
امیسانو ۱۲ متر بالاتر از سطح دریا واقع شده‌است.